# Коксагыз (село)
Коксагыз (каз. Көксағыз, до 2007 г. — Каучук) — село в Тюлькубасском районе Туркестанской области Казахстана. Входит в состав Мичуринского сельского округа. Код КАТО — 516055200.

## Население
По данным на 1989 год население села составляло 756 человек, из них 53 % — немцы.
В 1999 году население села составляло 845 человек (425 мужчин и 420 женщин). По данным переписи 2009 года в селе проживали 984 человека (467 мужчин и 517 женщин).